# دومينيكو دن
دومينيكو دن (بالإنجليزية: Dominique Dunne)‏ (و. 1959 – 1982 م) هي ممثلة تلفزيونية شهيره ، وممثلة أفلام، وممثلة مسرحية أمريكية الجنسية ، ولدت و عاشت طفولتها في سانتا مونيكا، كاليفورنيا، بدأت مشوارها في تمثيل سنة 1979م، ماتت في لوس أنجلوس، عن عمر يقارب 23 عاماً في عام 1982.

## التعليم
تعلمت في Harvard-Westlake School ‏

## سبب الوفاة
تعرضت دن للخنق على يد صديقها السابق ، جون توماس سويني ، في ممر منزلها في ويست هوليود ودخلت في غيبوبة. لم تستعد وعيها أبدًا وتوفيت بعد خمسة أيام، أدين سويني بالقتل العمد في وفاة دن وقضى ثلاث سنوات ونصف في السجن، كانت تبلغ من العمر 22 عامًا عندما توفيت.

## وصلات خارجية
- دومينيكو دن على موقع IMDb (الإنجليزية)
- دومينيكو دن على موقع روتن توميتوز (الإنجليزية)
- دومينيكو دن على موقع ألو سيني (الفرنسية)
- دومينيكو دن على موقع أول موفي (الإنجليزية)
- دومينيكو دن على موقع قاعدة بيانات الأفلام السويدية (السويدية)
- دومينيكو دن على موقع إن إن دي بي (الإنجليزية)
- دومينيكو دن على موقع قاعدة بيانات الفيلم (الإنجليزية)
- دومينيكو دن على موقع كينوبويسك (الروسية)